# Râul Jerbelova
Râul Jerbelova este un curs de apă, afluent al râului Cladova. 